# 열화상

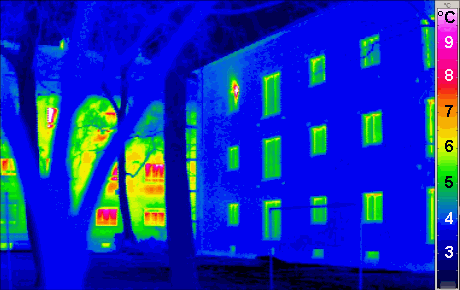
배경의 전통적인 건물과 전경의 "패시브 하우스" 열화상

적외선 열화상(Infrared thermography, IRT), 열영상(thermal video) 또는 열화상(thermal imaging)은 열화상 카메라가 물체에서 방출되는 적외선 방사를 사용하여 물체의 이미지를 캡처하고 생성하는 과정으로, 이는 적외선 화상 과학의 예이다. 열화상 카메라는 일반적으로 전자기 스펙트럼의 장적외선 범위(대략 9,000~14,000 나노미터 또는 9~14 마이크로미터)의 전자기 방사를 감지하고 그 방사의 이미지를 생성하며, 이를 열화상이라고 한다. 적외선 방사는 흑체 방사 법칙에 따라 절대 영도 이상의 온도를 가진 모든 물체에서 방출되기 때문에, 열화상은 가시 스펙트럼 조명 유무에 관계없이 환경을 볼 수 있게 한다. 물체에서 방출되는 방사선의 양은 온도에 따라 증가하므로 열화상은 온도의 변화를 볼 수 있게 한다. 열화상 카메라를 통해 보면 따뜻한 물체는 더 차가운 배경에 비해 눈에 잘 띈다. 사람과 다른 온혈동물은 밤낮으로 환경에 대해 쉽게 볼 수 있게 된다. 결과적으로 열화상은 군대 및 감시 카메라의 다른 사용자에게 특히 유용하다.

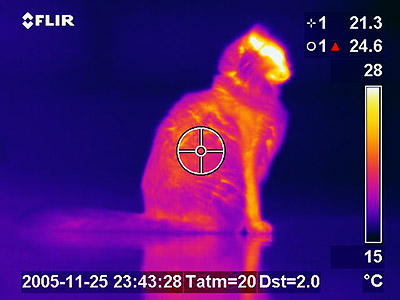
고양이의 열화상

인간과 다른 온혈동물의 일부 생리적 변화는 임상 진단 중 열화상으로 모니터링할 수도 있다. 열화상은 알레르기 감지 및 수의학에 사용된다. 일부 대체의학 의사들은 유방 검진에 사용을 권장하지만, FDA는 "이 방법을 선택하는 사람들은 유방조영술 대신에 암을 초기 단계에서 발견할 기회를 놓칠 수 있다"고 경고한다. 정부 및 공항 직원은 2009년 팬데믹 기간 동안 돼지독감 의심 사례를 감지하기 위해 열화상을 사용했다.
열화상은 오랜 역사를 가지고 있지만, 지난 50년간의 상업 및 산업 응용으로 그 사용이 극적으로 증가했다. 소방관은 연기를 통해 보고 사람을 찾고 화재의 근원을 파악하는 데 열화상을 사용한다. 유지보수 기술자는 송전선의 과열된 이음새와 부분을 파악하는 데 열화상을 사용하는데, 이는 임박한 고장의 징후이다. 건설 기술자는 결함이 있는 단열재의 열 누출을 나타내는 열 흔적을 보고 그 결과를 사용하여 냉난방 장치의 효율성을 향상시킬 수 있다.
현대 열화상 카메라의 외관과 작동은 종종 캠코더와 유사하다. 종종 실시간 열화상은 온도의 변화를 너무 명확하게 보여주어 사진이 분석에 필요하지 않다. 따라서 녹화 모듈이 항상 내장되어 있는 것은 아니다.
특수 열화상 카메라는 장파장(중파장 및 장파장 적외선)에 반응하는 정지형 배열 (FPA)을 사용한다. 가장 일반적인 유형은 InSb, InGaAs, HgCdTe 및 양자 우물 적외선 광검출기 FPA이다. 최신 기술은 저비용의 비냉각식 마이크로볼로미터를 FPA 센서로 사용한다. 이들의 해상도는 광학 카메라보다 상당히 낮으며, 대부분 160x120 또는 320x240 픽셀이며, 가장 비싼 모델은 최대 1280 x 1024이다. 열화상 카메라는 가시 스펙트럼 카메라보다 훨씬 비싸며, 고급 모델은 종종 이 기술의 군사적 용도로 인해 수출이 제한된다. 구형 볼로미터 또는 InSb와 같은 더 민감한 모델은 일반적으로 소형 스털링 사이클 냉장고 또는 액체 질소에 의한 극저온 냉각이 필요하다.

## 열 에너지

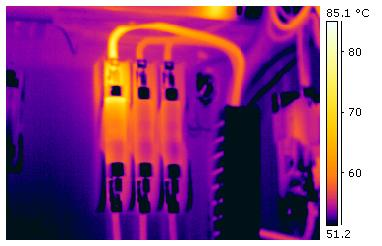
이 열화상은 산업용 전기 퓨즈 블록의 단자에서 과도한 열 발생을 보여준다.

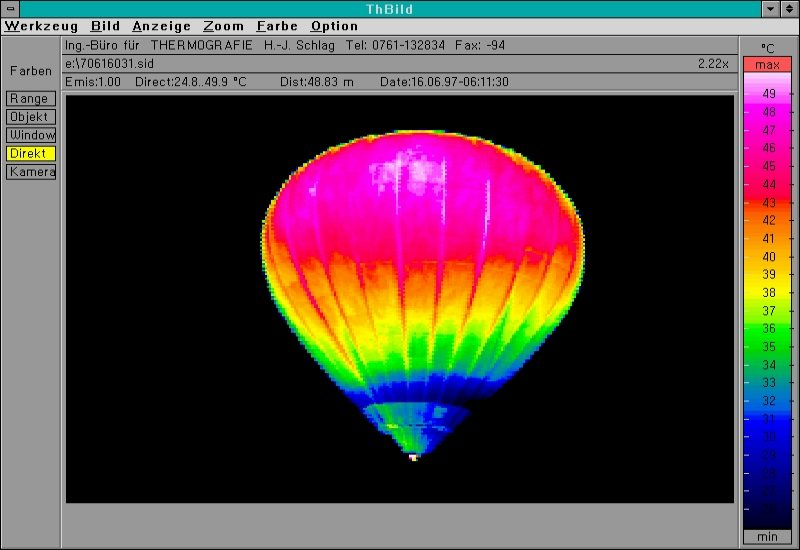
열기구의 온도 변화를 보여주는 열화상

열화상 또는 열화상은 물체에서 방출, 투과, 반사된 총 적외선 에너지의 시각적 표시이다. 적외선 에너지의 출처가 여러 가지이므로 이 방법을 사용하여 물체의 정확한 온도를 측정하기가 어렵다. 열화상 카메라는 처리 알고리즘을 사용하여 온도 이미지를 재구성한다. 이미지는 카메라가 물체의 온도를 추정하기 위해 물체 주변 영역의 여러 데이터 소스를 통합하므로 물체 온도의 근사치를 보여준다.
이 현상은 다음과 같은 공식으로 더 명확해질 수 있다.
입사 복사력 = 방출 복사력 + 투과 복사력 + 반사 복사력;
여기서 입사 복사력은 열화상 카메라를 통해 볼 때의 복사력 프로필이다.
방출 복사력은 일반적으로 측정하려는 대상이다.
투과 복사력은 원격 열원에서 피사체를 통과하는 복사력이며,
반사 복사력은 원격 열원에서 물체 표면에서 반사되는 복사력의 양이다.
이 현상은 항상 어디에서나 발생한다. 복사력 × 시간은 복사 에너지와 같으므로 이를 복사열 교환이라고 한다. 그러나 적외선 열화상의 경우, 위 공식은 사용 중인 열화상 카메라의 스펙트럼 파장 통과 대역 내의 복사력을 설명하는 데 사용된다. 공식에 설명된 복사열 교환 요구 사항은 전자기 스펙트럼의 모든 파장에서 동일하게 적용된다.
물체가 주변보다 더 높은 온도로 방출하고 있다면, 에너지 전달은 열역학 제2법칙에 명시된 원리에 따라 따뜻한 곳에서 차가운 곳으로 방출된다. 따라서 열화상에 시원한 영역이 있다면, 그 물체는 주변의 따뜻한 물체에서 방출되는 복사선을 흡수할 것이다.
물체가 방출하는 능력은 방사율이라고 하고, 복사선을 흡수하는 능력은 흡수율이라고 한다. 실외 환경에서는 정확한 온도 측정 시 바람으로 인한 대류 냉각도 고려해야 할 수 있다.

## 방사율
방사율 (또는 방사율 계수)은 물질의 열복사 방출 능력을 나타내며, 이는 물질의 광학적 특성이다. 물질의 방사율은 이론적으로 0 (완전히 방출하지 않음)에서 1 (완전히 방출함)까지 다양할 수 있다. 낮은 방사율을 가진 물질의 예로는 방사율 계수가 0.02인 은이 있다. 높은 방사율을 가진 물질의 예로는 방사율 계수가 0.98인 아스팔트가 있다.
흑체는 방사율이 1인 이론적인 물체로, 접촉 온도의 특징인 열복사를 방출한다. 즉, 열적으로 균일한 흑체 방사체의 접촉 온도가 50 °C (122 °F)이면 50 °C (122 °F)의 특징적인 흑체 방사를 방출할 것이다. 일반적인 물체는 이론적인 흑체보다 적은 적외선 방사를 방출한다. 즉, 실제 방출량과 최대 이론 방출량의 비율이 물체의 방사율이다.
각 재료는 온도와 적외선 파장에 따라 달라질 수 있는 다른 방사율을 갖는다. 예를 들어, 깨끗한 금속 표면은 장파장에서 감소하는 방사율을 갖는다. 석영(SiO2), 사파이어(Al2O3), 불화 칼슘(CaF2) 등 많은 유전체 재료는 장파장에서 증가하는 방사율을 갖는다. 산화철(Fe2O3)과 같은 단순 산화물은 적외선 스펙트럼에서 상대적으로 평평한 방사율을 나타낸다.

## 측정

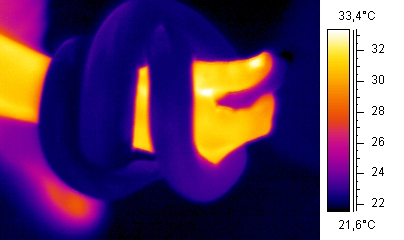
인간에게 잡힌 뱀의 열화상

열화상 카메라는 눈에는 보이지 않는 전자기파만 볼 수 있기 때문에 가시 이미지를 만들기 위해 일련의 수학적 알고리즘이 필요하다. 출력 이미지는 JPG 또는 다른 이미지 형식이 될 수 있다.
물체의 스펙트럼 및 양은 물체의 표면 온도에 크게 의존한다. 이를 통해 물체 온도의 열화상이 가능하다. 그러나 다른 요인들도 수신되는 방사선에 영향을 미치므로 이 기술의 정확도를 제한한다. 예를 들어, 물체의 방사율.
비접촉 온도 측정을 위해서는 방사율 설정을 올바르게 설정해야 한다. 방사율이 낮은 물체는 방출된 적외선만 감지하기 때문에 검출기에 의해 온도가 과소평가될 수 있다. 빠른 추정을 위해 열화상 전문가는 주어진 종류의 물체에 대한 방사율 표를 참고하여 그 값을 이미지 센서에 입력할 수 있다. 그러면 입력된 방사율과 이미지 센서에 의해 감지된 적외선 방사를 기반으로 물체의 접촉 온도를 계산할 것이다.
보다 정확한 측정을 위해 열화상 전문가는 물체 표면에 알려진 높은 방사율의 표준 재료를 적용할 수 있다. 표준 재료는 이 목적을 위해 특별히 생산된 산업용 방사율 스프레이일 수도 있고, 방사율이 약 0.97인 표준 검정색 단열 테이프만큼 간단할 수도 있다. 그런 다음 표준 방사율을 사용하여 물체의 알려진 온도를 측정할 수 있다. 원하는 경우 이미지 센서의 설정을 알려진 온도로 조정하여 물체의 실제 방사율(표준 재료로 덮이지 않은 물체의 일부)을 결정할 수 있다. 그러나 위험하거나 접근하기 어려운 조건으로 인해 이러한 방사율 테스트가 불가능한 상황도 있으므로 열화상 전문가는 표에 의존해야 한다.
다른 변수는 측정에 영향을 미칠 수 있으며, 여기에는 흡광 및 전달 매체(보통 공기)의 주변 온도가 포함된다. 또한 주변 적외선 방사가 물체에 반사될 수 있다. 이러한 모든 설정은 표시되는 물체의 계산된 온도에 영향을 미친다.

### 색상 스케일
적외선 카메라의 이미지는 카메라가 일반적으로 다른 파장의 적외선 방사를 구분하지 않는 이미지 센서를 사용하기 때문에 단색인 경향이 있다. 컬러 이미지 센서는 파장을 구분하기 위해 복잡한 구조가 필요하며, 다른 파장은 인간이 사용하는 색채 지각 시스템으로 균일하게 매핑되지 않기 때문에 일반적인 가시 스펙트럼 밖에서는 색상이 덜 의미가 있다.
때로는 이러한 단색 이미지가 가색상으로 표시되는데, 신호의 변화를 표시하기 위해 강도 변화 대신 색상 변화가 사용된다. 밀도 분할이라고 하는 이 기술은 인간이 전체적으로 색상보다 강도 감지에서 훨씬 더 큰 동적 범위를 가지고 있지만, 밝은 영역에서 미세한 강도 차이를 보는 능력은 상당히 제한적이기 때문에 유용하다.
온도 측정에서 이미지의 가장 밝은(가장 따뜻한) 부분은 일반적으로 흰색으로, 중간 온도는 빨간색과 노란색으로, 가장 어두운(가장 시원한) 부분은 검정색으로 표시된다. 색상을 온도로 연결하기 위해 가색상 이미지 옆에 스케일을 표시해야 한다.

## 카메라

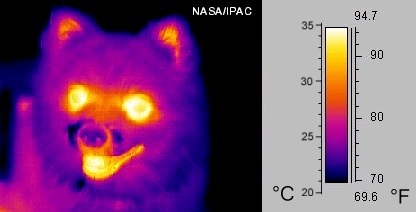
중적외선("열") 빛으로 촬영한 포메라니안 사진 (가색상)

열화상 카메라 (적외선 카메라 또는 열 화상 카메라, 열 카메라 또는 열 영상 장치라고도 함)는 가시 스펙트럼 빛을 사용하여 이미지를 형성하는 일반 사진기와 유사하게 적외선 (IR) 방사를 사용하여 이미지를 생성하는 장치이다. 가시광선 카메라의 400~700 나노미터 (nm) 범위 대신 적외선 카메라는 약 1,000 nm (1 마이크로미터 또는 μm)에서 약 14,000 nm (14 μm)까지의 파장에 민감하다. 이들이 제공하는 데이터를 캡처하고 분석하는 과정을 열화상이라고 한다.

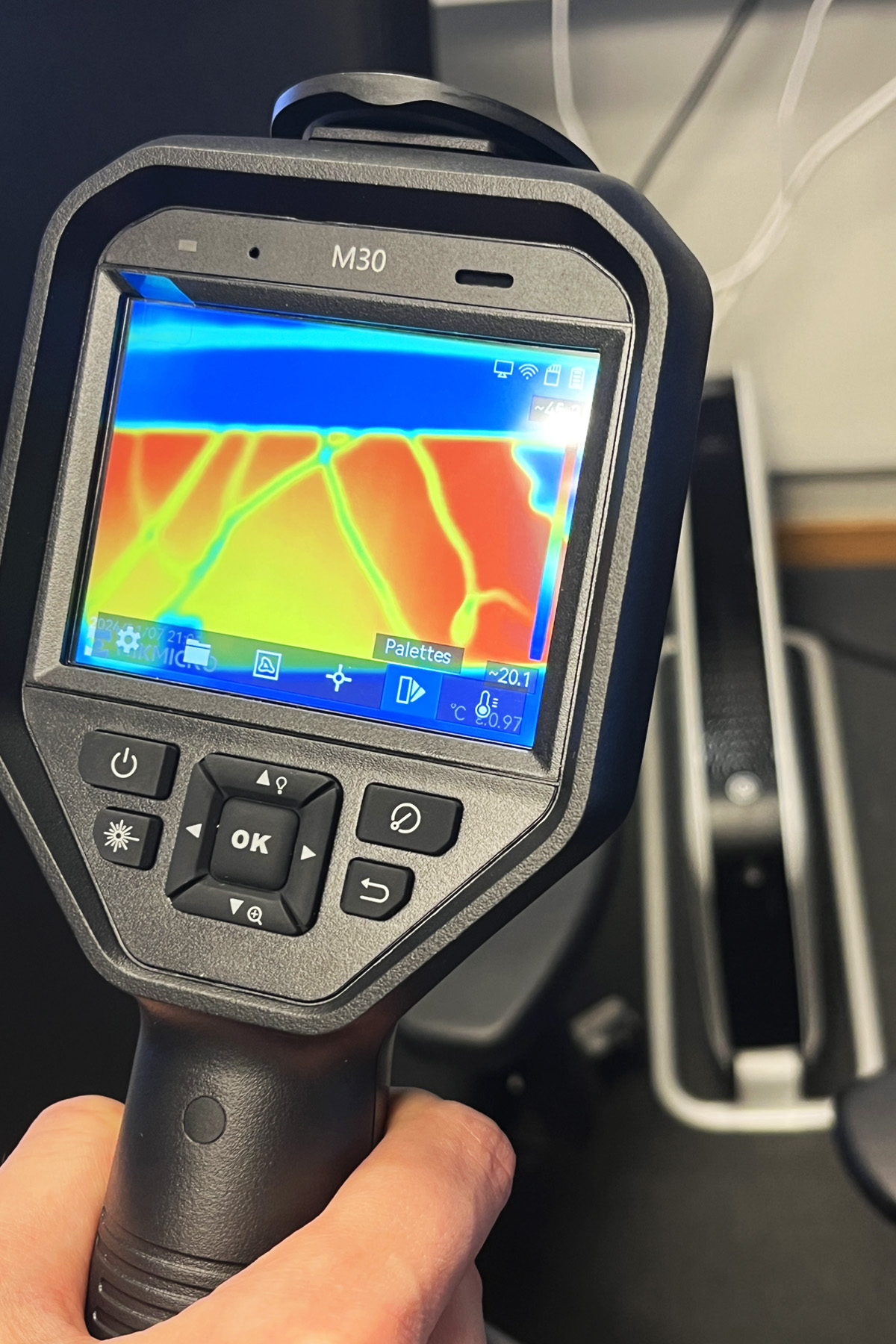
오븐의 온도를 측정하는 데 사용되는 열화상 카메라.

열 카메라는 원적외선 파장의 에너지를 가시광 디스플레이로 변환한다. 절대 영도 이상의 모든 물체는 열 적외선 에너지를 방출하므로 열 카메라는 주변 조명에 관계없이 모든 물체를 수동적으로 볼 수 있다. 그러나 대부분의 열 카메라는 −50 °C (−58 °F)보다 따뜻한 물체에 민감하다.
적외선 카메라 시스템의 일부 사양 매개변수는 픽셀 수, 프레임 레이트, 민감도, 노이즈 등가 전력, 노이즈 등가 온도 차이 (NETD), 스펙트럼 대역, 거리-지점 비율 (D:S), 최소 초점 거리, 센서 수명, 최소 해상 가능 온도 차이 (MRTD), 시야, 동적 범위, 입력 전력, 질량 및 부피이다.
해상도는 광학 카메라보다 훨씬 낮으며, 종종 160x120 또는 320x240 픽셀이지만, 더 비싼 카메라는 1280x1024 픽셀의 해상도를 달성할 수 있다. 열화상 카메라는 가시 스펙트럼 카메라보다 훨씬 비싸지만, 저성능 스마트폰용 추가 열화상 카메라는 2014년에 수백 미국 달러로 구매할 수 있게 되었다.

### 종류
열화상 카메라는 냉각식 적외선 이미지 검출기를 갖춘 카메라와 비냉각식 검출기를 갖춘 카메라로 크게 나눌 수 있다.

#### 냉각식 적외선 검출기

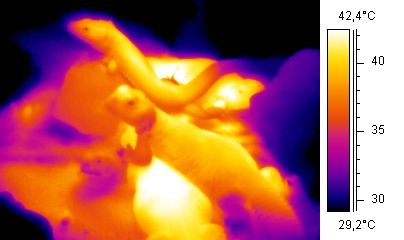
여러 마리의 도마뱀 열화상 이미지

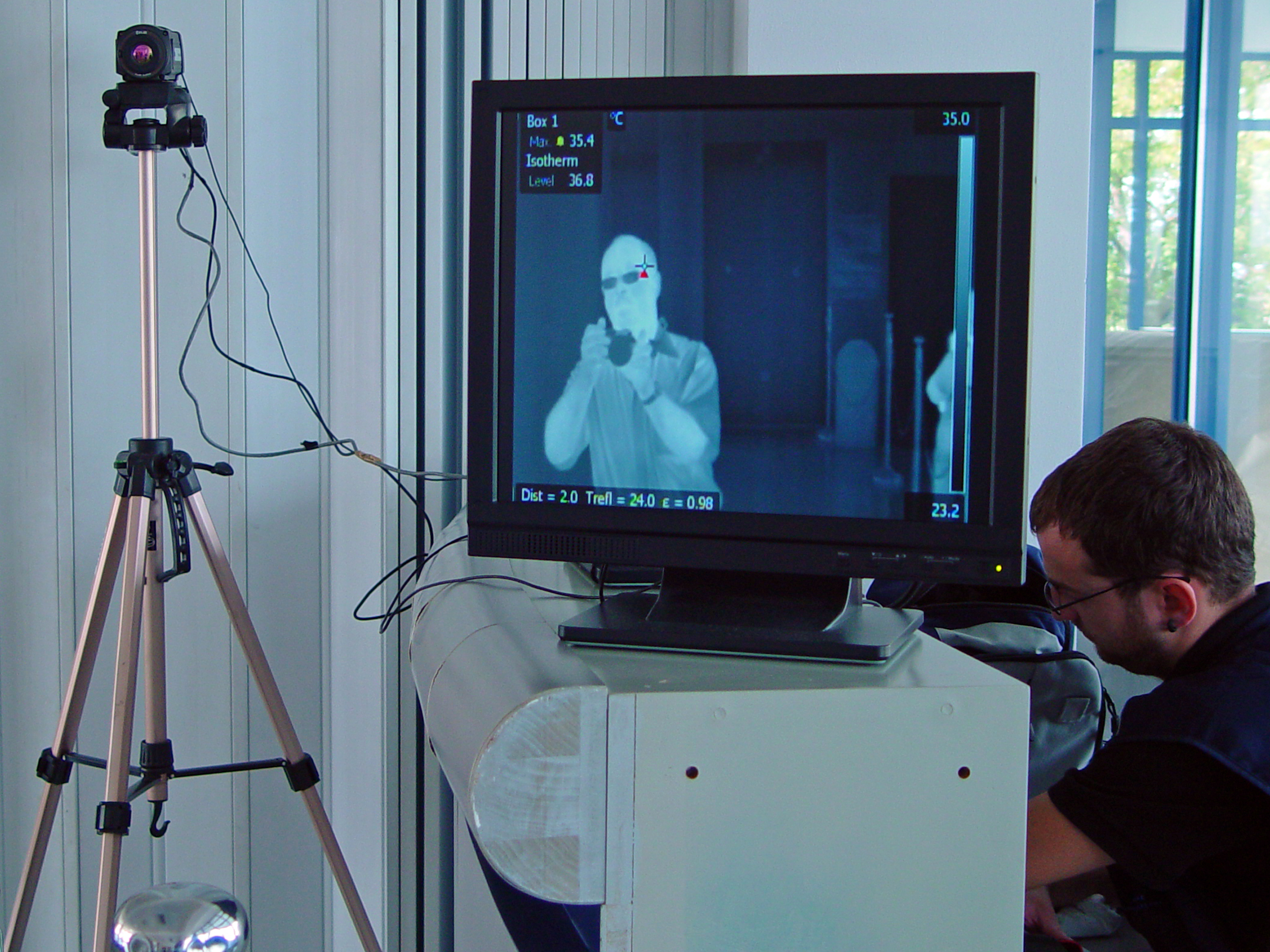
그리스 공항 터미널의 열화상 카메라 및 화면. 열화상은 발열, 즉 감염의 징후 중 하나를 감지할 수 있다.

냉각식 검출기는 일반적으로 진공 밀봉된 케이스 또는 듀어에 보관되며 극저온으로 냉각된다. 냉각은 사용되는 반도체 재료의 작동에 필요하다. 일반적인 작동 온도는 검출기 기술에 따라 4 K (−269 °C)에서 상온 바로 아래까지 다양하다. 대부분의 현대 냉각식 검출기는 종류와 성능 수준에 따라 60 켈빈(K)에서 100 K 범위(-213 ~ -173 °C)에서 작동한다.
냉각이 없으면 이러한 센서(일반 디지털 카메라와 거의 같은 방식으로 빛을 감지하고 변환하지만 다른 재료로 만들어짐)는 자체 방사선에 의해 '가려지거나' 범람할 것이다. 냉각식 적외선 카메라의 단점은 생산 및 운영 비용이 비싸다는 것이다. 냉각은 에너지 소비가 많고 시간이 많이 소요된다.
카메라가 작동을 시작하기 전에 냉각하는 데 몇 분이 걸릴 수 있다. 가장 일반적으로 사용되는 냉각 시스템은 비효율적이고 냉각 용량이 제한적이지만 비교적 간단하고 소형인 펠티에 냉각기이다. 더 나은 이미지 품질을 얻거나 저온 물체를 이미징하기 위해서는 스털링 극저온 냉각기가 필요하다. 냉각 장치가 비교적 부피가 크고 비쌀 수 있지만, 냉각식 적외선 카메라는 비냉각식 카메라에 비해 훨씬 우수한 이미지 품질을 제공하며, 특히 상온 근처 또는 그 이하의 물체에 대해 그렇다. 또한, 냉각식 카메라의 더 높은 감도는 더 높은 F 값 렌즈를 사용할 수 있게 하여 고성능 장초점 렌즈를 냉각식 검출기에 대해 더 작고 저렴하게 만든다.
스털링 냉각기의 대안은 고압 병에 담긴 가스를 사용하는 것으로, 질소가 일반적인 선택이다. 가압 가스는 미세한 구멍을 통해 확장되고 소형 열 교환기를 통과하여 줄-톰슨 효과를 통해 재생 냉각이 이루어진다. 이러한 시스템의 경우 가압 가스 공급은 현장 사용에 대한 물류 문제이다.
냉각식 적외선 감지에 사용되는 재료에는 인듐 안티몬 (3-5 μm), 인듐 비소, 수은 카드뮴 텔루라이드 (MCT) (1-2 μm, 3-5 μm, 8-12 μm), 황화 납, 셀렌화 납을 포함한 광범위한 좁은 띠틈 반도체 기반 광검출기가 있다. 적외선 광검출기는 양자 우물 적외선 광검출기와 같이 넓은 띠틈 반도체 구조로도 만들 수 있다.
냉각 볼로미터 기술은 초전도 또는 비초전도일 수 있다. 초전도 검출기는 개별 광자를 등록할 수 있는 일부를 포함하여 극도의 민감도를 제공한다. 예를 들어 ESA의 초전도 카메라 (SCAM)이다. 그러나 과학 연구 외에는 정기적으로 사용되지 않는다. 원칙적으로 초전도 터널링 접합 장치는 매우 좁은 간격으로 인해 적외선 센서로 사용될 수 있다. 소규모 어레이가 시연되었지만, 높은 민감도로 인해 배경 방사선으로부터 신중한 차폐가 필요하여 광범위하게 채택되지 않았다.

#### 비냉각 적외선 검출기
비냉각식 열 카메라는 주변 온도에서 작동하는 센서 또는 소형 온도 제어 요소를 사용하여 주변 온도에 가까운 온도로 안정화된 센서를 사용한다. 현대의 비냉각식 검출기는 모두 적외선 방사선에 의해 가열될 때 전기 저항, 전압 또는 전류의 변화로 작동하는 센서를 사용한다. 이러한 변화는 측정되고 센서의 작동 온도에서의 값과 비교된다.
비냉각식 검출기에서는 센서 픽셀의 온도 차이가 미미하다. 장면에서 1°C의 차이는 센서에서 단 0.03°C의 차이를 유발한다. 픽셀 응답 시간도 수십 밀리초 범위에서 상당히 느리다.
비냉각식 적외선 센서는 이미지 노이즈를 줄이기 위해 작동 온도로 안정화될 수 있지만, 저온으로 냉각되지 않으며 부피가 크고 비싸며 에너지 소비가 많은 극저온 냉각기가 필요하지 않다. 이는 적외선 카메라를 더 작고 저렴하게 만든다. 그러나 해상도와 이미지 품질은 냉각식 검출기보다 낮은 경향이 있다. 이는 제조 공정의 차이와 현재 사용 가능한 기술에 의해 제한되기 때문이다. 비냉각식 열화상 카메라는 자체 열 신호도 처리해야 한다.
비냉각식 검출기는 대부분 초전기 및 강유전체 재료 또는 마이크로볼로미터 기술을 기반으로 한다. 이 재료는 열적으로 환경으로부터 절연되고 전자적으로 판독되는 고온 의존적 특성을 가진 픽셀을 형성하는 데 사용된다.

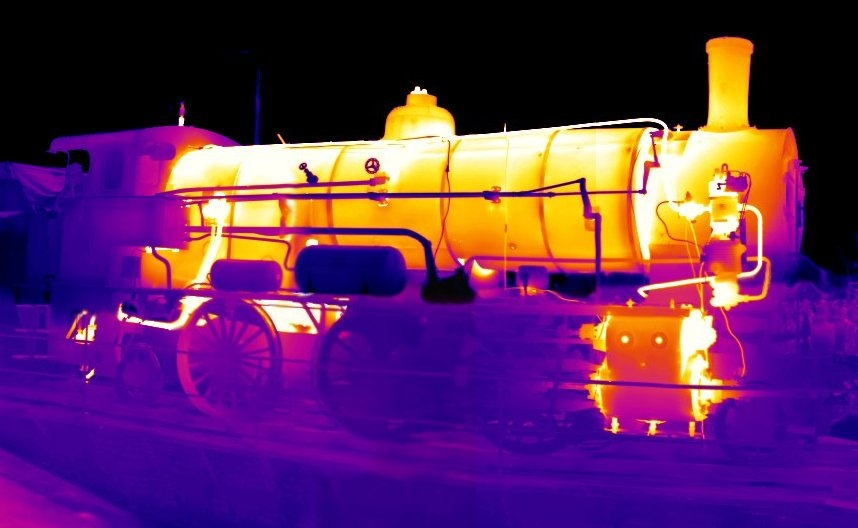
증기 기관차의 열화상

강유전체 검출기는 센서 재료의 상전이 온도에 가깝게 작동한다. 픽셀 온도는 고온 의존적인 편광 전하로 판독된다. f/1 광학 장치와 320x240 센서를 갖춘 강유전체 검출기의 달성된 NETD는 70-80 mK이다. 가능한 센서 어셈블리는 폴리이미드 단열재 연결에 의해 범프 본딩된 바륨 스트론튬 티탄산염으로 구성된다.
실리콘 마이크로볼로미터는 20mK까지 NETD를 달성할 수 있다. 이들은 실리콘 기반 스캐닝 전자 장치 위에 질화 규소 브리지에 매달린 비정질 실리콘 또는 얇은 필름 산화 바나듐(V) 감지 요소 층으로 구성된다. 감지 요소의 전기 저항은 프레임당 한 번 측정된다.
비냉각식 초점면 배열(UFPA)의 현재 개선은 주로 더 높은 민감도와 픽셀 밀도에 초점을 맞추고 있다. 2013년 방위고등연구계획국은 1280x720 초점면 배열(FPA)을 사용하는 5마이크론 장파 적외선 카메라를 발표했다.
센서 배열에 사용되는 재료 중 일부는 비정질 실리콘(a-Si), 산화 바나듐(V)(VOx), 란타넘 바륨 망가나이트(LBMO), 티탄산 지르코늄 납(PZT), 란타넘 도핑된 티탄산 지르코늄 납(PLZT), 탄탈산 스칸듐 납(PST), 티탄산 란타넘 납(PLT), 티탄산 납(PT), 나이오브산 아연 납(PZN), 티탄산 스트론튬 납(PSrT), 티탄산 바륨 스트론튬(BST), 티탄산 바륨(BT), 안티몬 술포아이오다이드(SbSI), 폴리비닐리덴 디플루오라이드(PVDF)이다.

### CCD 및 CMOS 열화상

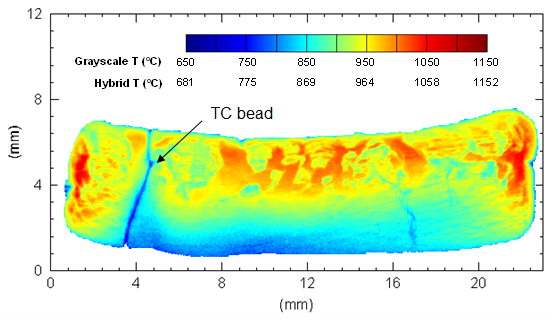
CMOS 카메라로 측정된 불씨 온도의 색상 윤곽.

비전문 전하결합소자(CCD) 및 CMOS 센서는 대부분의 스펙트럼 감도가 가시광선 파장 범위에 있다. 그러나 스펙트럼 감도의 "후미" 영역, 즉 열적외선으로 불리는 적외선 스펙트럼의 일부를 활용하고 기성 CCTV 카메라를 사용하면 특정 환경에서 약 280 °C (536 °F) 이상의 온도를 가진 물체의 실제 열 이미지를 얻는 것이 가능하다.
600°C 이상의 온도에서 저렴한 CCD 및 CMOS 센서 카메라가 가시 스펙트럼에서 고온계에도 사용되었다. 이들은 화염의 그을음, 타는 석탄 입자, 가열된 재료, SiC 필라멘트, 그리고 타는 불씨에 사용되었다. 이 고온계는 외부 필터 또는 센서의 베이어 필터만 사용하여 수행되었다. 색상 비율, 회색조 및 둘 다의 조합을 사용하여 수행되었다.

### 적외선 필름
적외선(IR) 필름은 250 to 500 °C (482 to 932 °F) 범위의 흑체 방사에 민감하며, 열화상의 범위는 대략 −50 to 2,000 °C (−58 to 3,632 °F)이다. 따라서 IR 필름이 열화상으로 작동하려면 측정된 물체가 250 °C (482 °F) 이상이거나 최소한 그만큼 뜨거운 물체에서 적외선 방사를 반사해야 한다.

### 야간 투시경과의 비교
별빛 유형의 야간 투시경은 일반적으로 주변 조명을 확대할 뿐이며 열 영상 장치가 아니다.
야간 투시경으로 판매되는 일부 적외선 카메라는 가시 스펙트럼 바로 너머의 근적외선에 민감하며, 완전한 시각적 어둠 속에서도 방출되거나 반사된 근적외선을 볼 수 있다. 그러나 이들은 필요한 흑체 방사 등가 온도가 높기 때문에 일반적으로 열화상에 사용되지 않고 활성 근적외선 조명 소스와 함께 사용된다.

## 수동 열화상 대 능동 열화상
절대 영도(0 켈빈) 이상의 모든 물체는 적외선을 방출한다. 따라서 열 변화를 측정하는 좋은 방법은 적외선 감지 장치를 사용하는 것인데, 일반적으로 중파(3~5μm) 및 장파(7~14μm) 적외선 대역에서 복사선을 감지할 수 있는 초점면 배열(FPA) 적외선 카메라를 사용하며, 이는 높은 투과율을 가진 두 개의 적외선 창에 해당하는 MWIR 및 LWIR로 표시된다. 물체 표면의 비정상적인 온도 프로파일은 잠재적인 문제의 징후이다.
수동 열화상에서는 관심 대상이 배경보다 자연적으로 높거나 낮은 온도를 가지고 있다. 수동 열화상은 장면에 있는 사람들의 감시 및 의학적 진단과 같은 많은 응용 분야에서 사용된다.
능동 열화상에서는 관심 대상과 배경 사이의 열 대비를 생성하기 위해 에너지 원이 필요하다. 검사 대상 부품이 일반적으로 주변 환경과 평형 상태에 있다는 점을 고려할 때 능동적 접근 방식이 많은 경우에 필요하다. 흑체 방사의 초선형성을 고려할 때, 능동 열화상은 이미징 시스템의 회절 한계를 넘어 해상도를 향상시키거나 초해상도 현미경을 달성하는 데에도 사용할 수 있다.

## 장점
열화상은 시각적인 그림을 보여주므로 넓은 영역의 온도를 비교할 수 있다. 실시간으로 움직이는 대상을 포착할 수 있다. 고장이 나기 전에 고온 부품과 같은 열화를 찾을 수 있다. 다른 방법으로 접근하기 어렵거나 위험한 영역을 측정하거나 관찰하는 데 사용할 수 있다. 비파괴 시험 방법이다. 샤프트, 파이프 및 기타 금속 또는 플라스틱 부품의 결함을 찾는 데 사용할 수 있다. 어두운 영역의 물체를 감지하는 데 사용할 수 있다. 물리치료에 일부 의학적 응용이 있다.

## 한계 및 단점
고품질 열화상 카메라는 더 큰 픽셀 배열(최첨단 1280x1024)의 비용 때문에 가격이 비싼 편이지만(종종 US$3,000 이상), 저렴한 모델(40x40에서 160x120 픽셀의 픽셀 배열 포함)도 사용할 수 있다. 기존 카메라에 비해 픽셀 수가 적어 이미지 품질이 저하되어 동일한 시야 내에서 근접한 대상을 구별하기가 더 어렵다.
새로고침 빈도에도 차이가 있다. 일부 카메라는 새로고침 값이 5~15 Hz에 불과하지만 다른 카메라(예: FLIR X8500sc)는 전체 창 모드가 아닌 경우 180 Hz 이상이 될 수도 있다.
또한 렌즈가 통합되거나 그렇지 않을 수 있다.
많은 모델은 출력 이미지를 구성하는 데 사용되는 조사량 측정값을 제공하지 않는다. 방사율, 거리, 주변 온도 및 상대 습도에 대한 올바른 보정 없이 이 정보가 손실되면 결과 이미지는 본질적으로 부정확한 온도 측정값이 된다.
특정 물체, 특히 불규칙한 온도를 가진 물체를 기반으로 할 때 이미지를 정확하게 해석하기 어려울 수 있지만, 이 문제는 활성 열화상에서 감소된다.
열화상 카메라는 수신하는 복사열 에너지를 기반으로 열 이미지를 생성한다. 복사 수준은 측정되는 표면에서 방출되는 방사선과 태양광과 같은 반사에 영향을 받으므로 측정값에 오류가 발생한다.
- 대부분의 카메라는 온도 측정에서 ±2% 정확도 이하이며 접촉 방식만큼 정확하지 않다.[16][17][18]
- 방법 및 기기는 표면 온도만 직접 감지하는 데 제한된다.

## 응용 분야

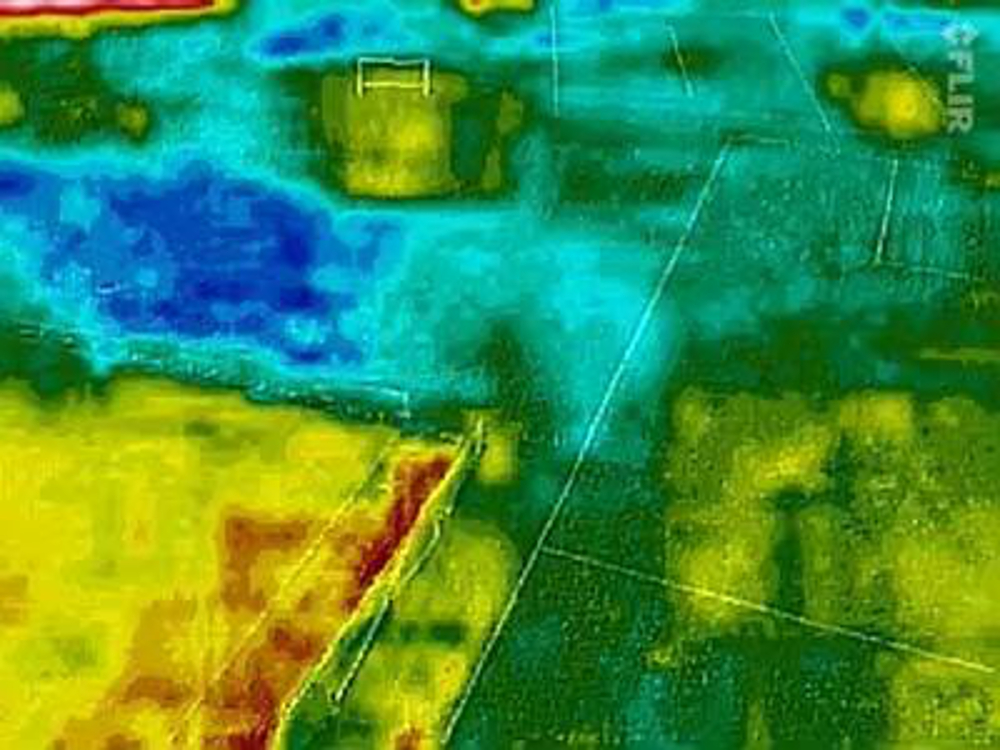
잔디 운동장의 특징을 드러내는 연 항공 열화상. 열 관성 및 차동 증발/증산이 관련되어 있다.

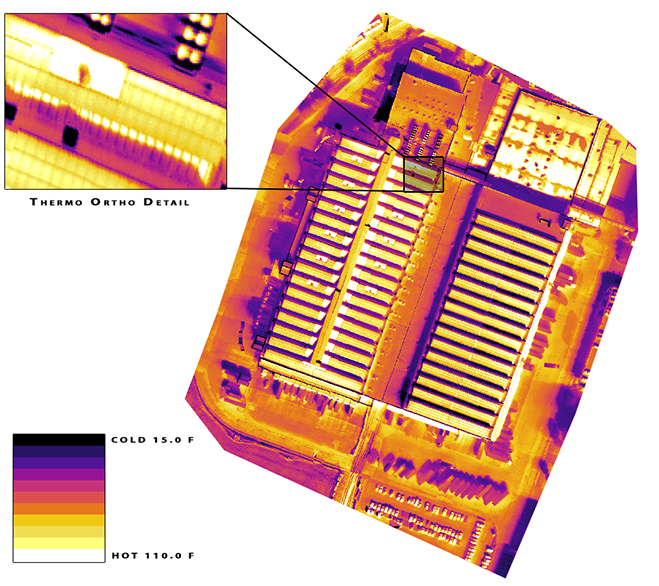
스위스의 태양광 패널 배열의 UAS 열화상

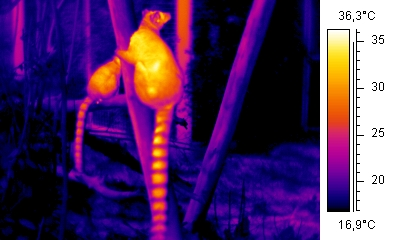
호랑꼬리여우원숭이의 열화상

열화상은 다양한 용도로 사용되며, 열화상 카메라는 산업 및 상업 분야의 전기 및 기계 시스템 유지 보수에 탁월한 도구이다. 예를 들어, 소방관은 연기를 통해 보고 사람을 찾고 화재의 뜨거운 지점을 파악하는 데 사용한다. 송전선 유지 보수 기술자는 과열된 조인트와 부품을 파악하여 잠재적 위험을 제거하는데, 이는 고장의 결정적인 징후이다. 단열재가 고장난 경우, 건설 기술자는 열 누출을 파악하여 냉각 또는 난방 공조 효율성을 향상시킬 수 있다.
적절한 카메라 설정을 사용하여 전기 시스템을 스캔하고 문제를 찾을 수 있다. 스팀 난방 시스템의 스팀 트랩 결함을 쉽게 찾을 수 있다.
에너지 절약 분야에서는 열화상 카메라가 물체의 유효 복사 온도뿐만 아니라 그 물체가 방출하는 것을 볼 수 있으므로 열 누출 및 과열 영역의 출처를 파악하는 데 도움이 될 수 있다.

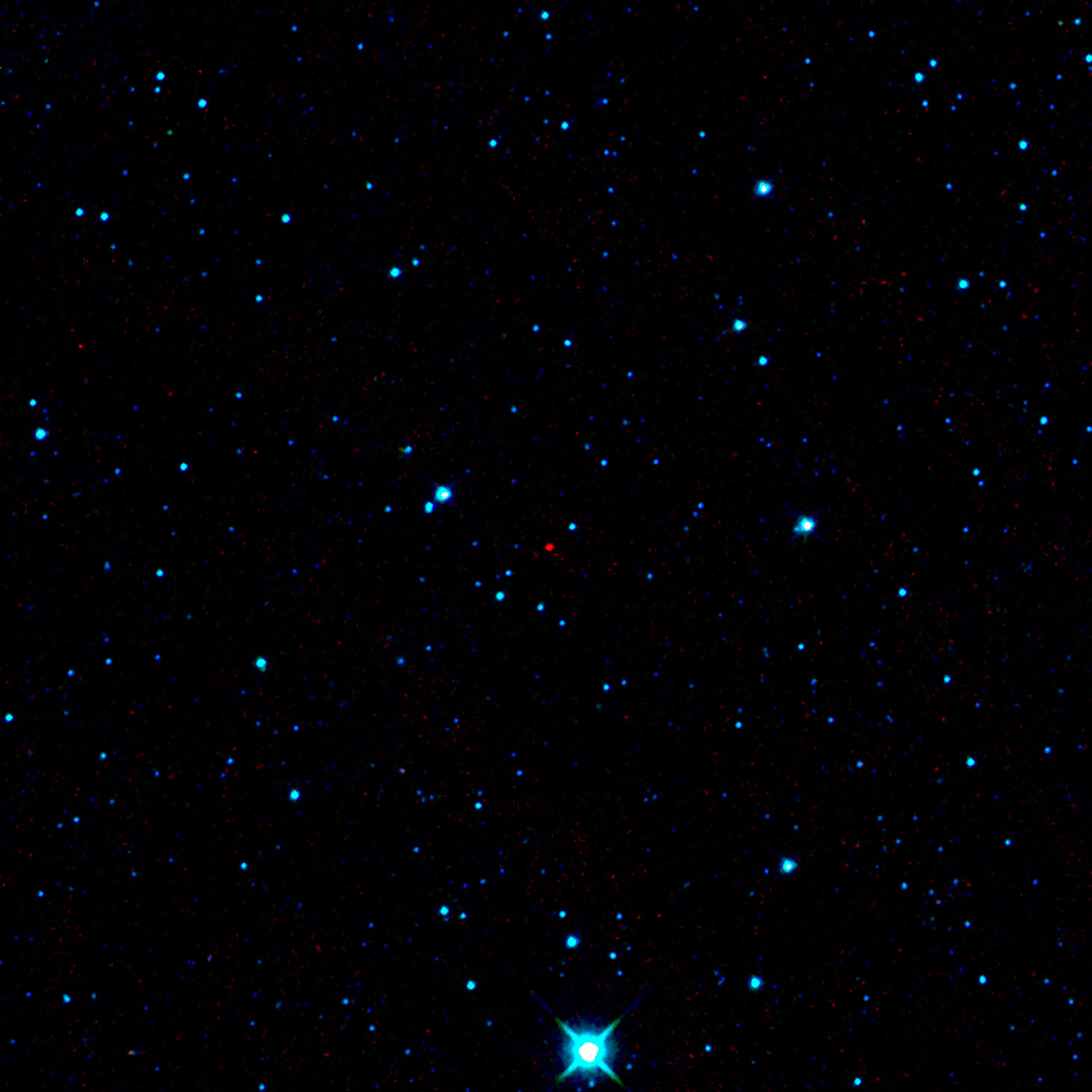
WISE가 열화상 카메라를 사용하여 우주에서 본 2010 AB78 소행성은 더 긴 적외선 파장에서 빛의 대부분을 방출하므로 배경 별보다 더 붉게 보인다. 가시광선 및 근적외선에서는 매우 희미하여 보기 어렵다.

냉각식 적외선 카메라는 주요 천문학 연구 망원경에서도 볼 수 있으며, 이는 적외선 망원경이 아닌 망원경에서도 마찬가지이다. 예를 들어 UKIRT, 스피처 우주망원경, WISE 및 제임스 웹 우주망원경과 같은 망원경이 있다.
자동차 야간 투시경의 경우, 일부 고급 자동차에도 운전자를 돕기 위해 열화상 카메라가 설치되어 있으며, 최초는 2000년형 캐딜락 드빌이었다.
스마트폰에는 열화상 카메라가 2016년 Cat S60에 처음 통합되었다.

### 산업
제조, 엔지니어링 및 연구 분야에서 열화상은 다음 용도로 사용될 수 있다.
- 공정 제어
- 신제품 연구 및 개발
- 상태 감시
- 변압기 야드 및 배전반과 같은 전기 배전 장비 진단 및 유지 보수
- 비파괴 검사
- 결함 진단 및 트러블슈팅
- 프로그램 프로세스 감시
- 생산 환경에서의 품질 관리
- 기계 및 전기 장비의 예방 유지보수 (조기 고장 경고)
- 데이터 센터 감시
- 태양광 발전소 검사[25]

건축물 검사에서 열화상은 다음 용도로 사용될 수 있다.
- 낮은 경사 및 평평한 지붕과 같은 지붕 검사
- 건물 진단, 건축 외피 검사 및 건축물에서의 에너지 손실 포함[27]
- 해충 침입 위치 파악
- 건축 단열재의 에너지 감사 및 냉매 누출 감지[28]
- 주택 성능
- 벽 및 지붕의 수분 감지 (따라서 종종 곰팡이 치료의 일부)
- 석조 벽 구조 분석

### 건강
인간과 다른 온혈동물의 일부 생리적 활동, 특히 발열과 같은 반응은 비접촉식 열화상으로도 모니터링할 수 있다. 이는 전통적인 체온계와 같은 접촉식 열화상과 비교할 수 있다.
의료 관련 사용법은 다음과 같다.
- 동적 혈관조영술
- 말초 혈관 질환 검진.
- 적외선 의료영상
- 열화상 (의학) - 진단용 의료 검사
- 피부 열 지도화를 통한 경동맥 협착증(CAS) 검진.[29]
- 의료용 액티브 동적 열화상(ADT).[30][31][32]
- 신경근골격계 질환.
- 두개외 뇌 및 안면 혈관 질환.
- 얼굴 감정 인식.[33][34]
- 갑상선 이상.
- 다양한 기타 신생물성, 대사성 및 염증성 상태.

### 보안 및 방어

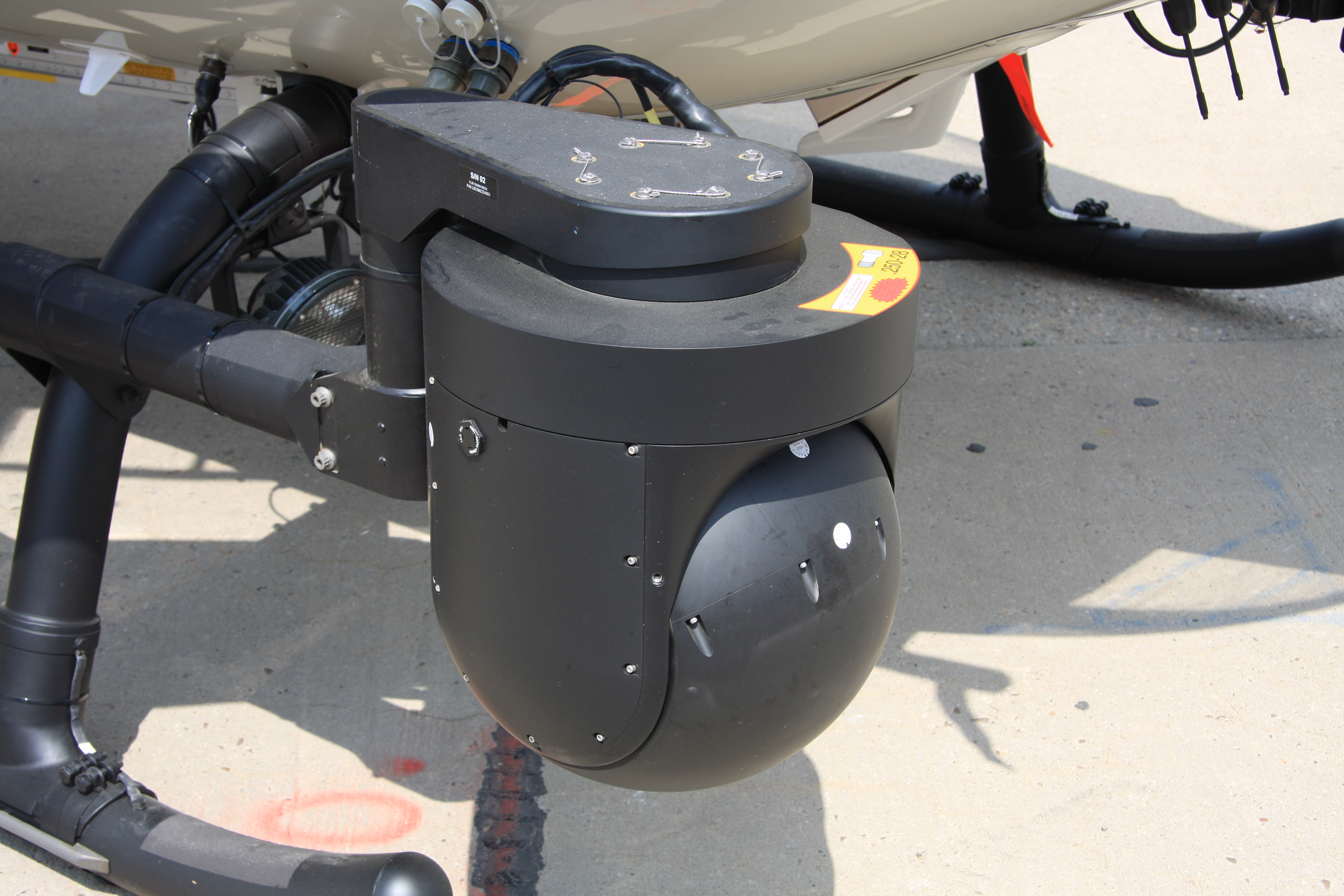
유로콥터 EC135 헬리콥터에 장착된 열화상 카메라

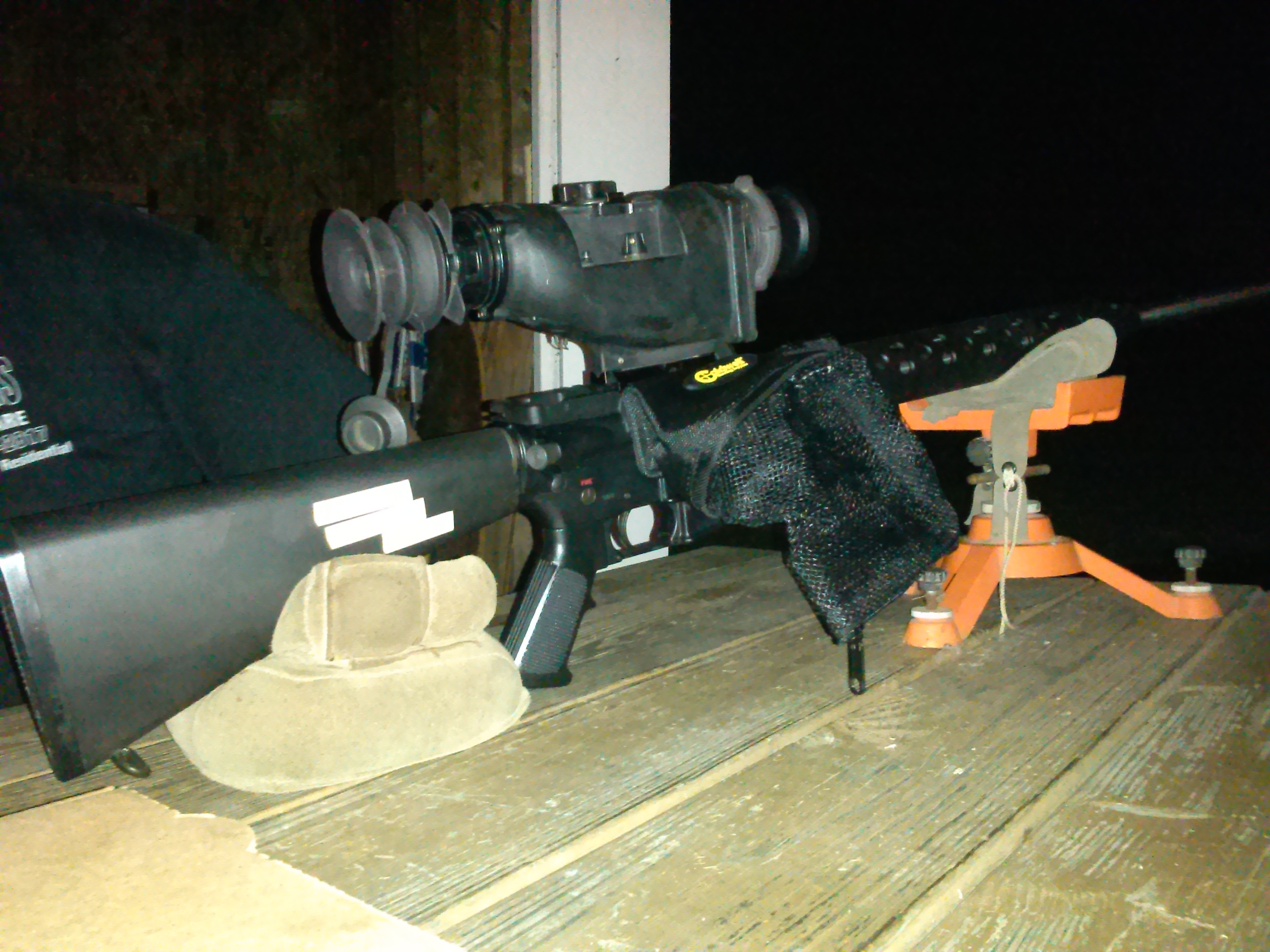
AR-15 소총에 장착된 AN/PAS-13 열화상 소총 조준경

열화상은 종종 감시, 보안, 소방, 법 집행 및 반테러에 사용된다.
- 국가 방문객의 검역 감시
- 기술 감시 대응 조치
- 탐색 구조 작전
- 소방 작업
- UAV 감시[36]

무기 시스템에서 열화상은 군사 및 경찰의 목표물 감지 및 획득에 사용될 수 있다.
- 전방향 적외선
- 적외선 탐색 추적 장비
- 야간 시력
- 적외선 조준
- 열화상 무기 조준경

컴퓨터 해킹에서 열 공격은 터치스크린이나 키보드와 같은 인터페이스와 상호 작용한 후 남겨진 열 흔적을 이용하여 사용자의 입력을 밝혀내는 방식이다.

### 기타 응용 분야
이 기술이 사용되는 다른 분야:
- 열 지도화
- 고고학 연 항공 열화상
- 열화상
- 수의학 열화상[38]

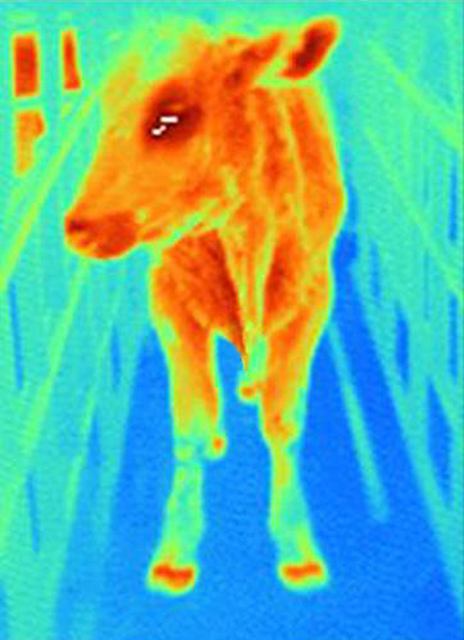
뜨거운 발굽은 병든 소를 나타낸다.

- 조류학 및 기타 야생 동물 모니터링의 열화상[39]
- 야간 야생사진
- 스테레오 비전[40]
- 화학 이미징
- 화산학[41]
- 농업, 예: 씨앗 계수기[42]
- 아기 감시 시스템
- 화학 이미징
- 오염 배출물 감지
- 항공 고고학
- 불꽃감지기
- 기상학 (기상 위성의 열 이미지는 파장에 따라 구름 온도/높이 및 수증기 농도를 결정하는 데 사용됨)
- 크리켓 심판 판정 시스템. 공과 배트의 미약한 접촉을 감지하기 위해 (그리고 따라서 접촉 후 배트에 열 패치 흔적).
- 자율 내비게이션

## 표준
ASTM 인터내셔널 (ASTM)
- ASTM C1060,  프레임 건물 외피 캐비티 단열 설치 열화상 검사 표준 실무
- ASTM C1153,  적외선 이미징을 사용한 지붕 시스템의 습식 단열 위치 표준 실무
- ATSM D4788,  적외선 열화상을 사용한 교량 데크의 박리 감지 표준 시험 방법
- ASTM E1186,  건축 외피 및 공기 장벽 시스템의 공기 누출 부위 감지 표준 실무
- ASTM E1934,  적외선 열화상을 사용한 전기 및 기계 장비 검사 표준 가이드

국제 표준화 기구 (ISO)
- ISO 6781, 단열 – 건물 외피의 열적 불규칙성 정성적 감지 – 적외선 방법
- ISO 18434-1, 기계 상태 감시 및 진단 – 열화상 – 파트 1: 일반 절차
- ISO 18436-7, 기계 상태 감시 및 진단 – 인력 자격 및 평가 요구 사항 – 파트 7: 열화상

### 규제
고가 열화상 카메라는 종종 이중 용도 군용 장비로 간주되며, 특히 해상도가 640x480 이상인 경우 또는 새로고침 빈도가 9 Hz 이하인 경우가 아니라면 수출이 제한된다. 특정 열화상 카메라의 미국에서의 수출은 ITAR에 의해 규제된다.

## 생물학에서
열화상은 엄밀히 말하면 기기를 사용한 측정이지만, 일부 생명체는 볼로미터의 대응물로 기능하는 자연 기관을 가지고 있어 조잡한 열화상 기능을 가지고 있다. 이를 열감지라고 한다. 가장 잘 알려진 예 중 하나는 뱀의 적외선 감지이다.

## 역사

### 적외선 방사의 발견 및 연구
적외선은 1800년 윌리엄 허셜 경에 의해 붉은 빛을 넘어선 형태의 복사선으로 발견되었다. 이러한 "적외선"(infra는 라틴어로 "아래"라는 접두사)은 주로 열 측정에 사용되었다. IR 복사에는 네 가지 기본 법칙이 있다. 키르히호프의 복사 법칙, 슈테판-볼츠만 법칙, 플랑크 법칙, 빈 변위 법칙. 감지기 개발은 주로 제1차 세계 대전까지 온도계와 볼로미터 사용에 초점을 맞췄다. 감지기 개발의 중요한 단계는 1829년에 발생했는데, 레오폴도 노빌리가 제베크 효과를 사용하여 최초의 알려진 열전대를 만들고 개량된 온도계인 조잡한 열전퇴를 제작했다. 그는 이 기구를 마체도니오 멜로니에게 설명했다. 처음에는 공동으로 크게 개량된 기구를 개발했다. 그 후 멜로니는 혼자 작업하여 1833년에 10미터 떨어진 사람을 감지할 수 있는 기구(다요소 열전퇴)를 만들었다. 감지기 개선의 다음 중요한 단계는 1880년 사뮤엘 피어폰트 랭리가 발명한 볼로미터였다. 랭리와 그의 조수인 찰스 그리리 애벗은 이 기구를 계속 개선했다. 1901년까지 이 기구는 400미터 떨어진 소의 방사선을 감지할 수 있었고 섭씨 만분의 일(0.00001 C)의 온도 차이에도 민감했다. 최초의 상업용 열화상 카메라는 1965년 고전압 전력선 검사를 위해 판매되었다.
IR 기술의 첫 번째 민간 부문 응용 프로그램은 1913년에 특허를 받은 거울과 열전퇴를 사용하여 빙산과 증기선의 존재를 감지하는 장치였을 수 있다. 이는 1914년에 R.D. Parker가 특허를 받은 열전퇴를 사용하지 않는 최초의 정확한 IR 빙산 감지기에 의해 곧 추월되었다. 그 뒤를 이어 G.A. Barker가 1934년에 산불을 감지하기 위해 IR 시스템을 사용하는 제안을 했다. 이 기술은 1935년에 뜨거운 강철 스트립의 가열 균일성을 분석하는 데 사용되기 전까지는 진정으로 산업화되지 않았다.

### 첫 번째 열화상 카메라
1929년 헝가리 물리학자 티허니 칼만은 영국에서 방공을 위한 적외선 감지(야간 투시) 전자 텔레비전 카메라를 발명했다. 개발된 최초의 미국 열화상 카메라는 적외선 라인 스캐너였다. 이것은 1947년 미국 군대와 텍사스 인스트루먼트에 의해 제작되었으며 단일 이미지를 생성하는 데 1시간이 걸렸다. 기술의 속도와 정확성을 향상시키기 위해 여러 접근 방식이 조사되었지만, 가장 중요한 요인 중 하나는 AGA Company가 냉각된 광도체로 상용화할 수 있었던 이미지를 스캔하는 것과 관련이 있었다.
최초의 영국 적외선 라인 스캔 시스템은 1950년대 중반의 Yellow Duckling이었다. 이 시스템은 지속적으로 회전하는 거울과 검출기를 사용했으며, 항공기 움직임으로 Y축 스캔을 수행했다. 의도된 잠수함 추적 응용 분야에서는 성공적이지 않았지만, 지상 감시에 적용되어 군용 IR 라인 스캔의 기반이 되었다.
이 기술은 영국 왕립 신호 연구소(Royal Signals and Radar Establishment)에서 수은 카드뮴 텔루라이드가 훨씬 적은 냉각을 필요로 하는 광도전체라는 사실을 발견하면서 추가로 발전되었다. 미국 허니웰도 더 낮은 온도에서 냉각될 수 있는 검출기 어레이를 개발했지만, 기계적으로 스캔했다. 이 방법은 전자 스캔 시스템을 사용하면 극복할 수 있는 몇 가지 단점이 있었다. 1969년 마이클 프랜시스 톰프셋은 영국 잉글리시 일렉트릭 밸브 컴퍼니에서 열전자를 스캔하는 카메라에 대한 특허를 냈는데, 이 카메라는 1970년대 여러 다른 돌파구를 통해 높은 수준의 성능에 도달했다. 톰프셋은 또한 고체 열화상 어레이에 대한 아이디어를 제안했으며, 이는 결국 현대적인 하이브리드 단결정 슬라이스 이미징 장치로 이어졌다.
트리글리신 설페이트(TGS)와 같은 초전체 물질을 타겟으로 사용하는 비디콘과 같은 비디오 카메라 튜브를 사용하면 적외선 스펙트럼의 넓은 부분에 민감한 비디콘이 가능하다. 이 기술은 현대 마이크로볼로미터 기술의 전신이며, 주로 소방 열화상 카메라에 사용되었다.

### 스마트 센서
보안 시스템 개발의 필수 영역 중 하나는 위협의 존재를 경고할 뿐만 아니라 신호를 지능적으로 평가하는 능력이었다. 미국의 전략방위구상의 격려 하에 "스마트 센서"가 등장하기 시작했다. 이는 감지, 신호 추출, 처리 및 이해를 통합할 수 있는 센서이다. 스마트 센서에는 두 가지 주요 유형이 있다. 하나는 가시 범위에서 사용될 때 "비전 칩"이라고 불리는 것과 유사하며, 집적 마이크로 회로의 성장 증가로 인해 스마트 감지 기술을 사용한 전처리를 허용한다. 다른 기술은 특정 용도에 더 적합하며 설계 및 구조를 통해 전처리 목표를 달성한다.
1990년대 말에는 적외선 기술이 민간 용도로 이동하고 있었다. 비냉각 어레이의 비용이 극적으로 낮아졌고, 이는 상당한 개발 증가와 함께 민간 및 군사용도를 포함하는 이중 용도 시장으로 이어졌다. 이러한 용도에는 환경 제어, 건물/예술 분석, 기능적 의료 진단, 자동차 안내 및 자동긴급제동장치 등이 포함된다.

## 같이 보기
- ASTM 하위 위원회 E20.02
- 화학 영상|
- 형광 미세 열화상
- 초분광 영상
- 적외선 및 열 시험
- 적외선 비파괴 재료 시험
- 열화상 카메라
- 적외선 검출기
- 적외선 사진술
- 적외선 온도계
- 야간 시력
- 비접촉 열화상
- 오라 (영화)
- PIR 센서
- 사쿠마-핫토리 방정식
- 소방 열화상 카메라
- 열화상 검사